# ريتشارد تريفور
ريتشارد تريفور (بالإنجليزية: Richard Trevor)‏ هو سياسي بريطاني، ولد في 1558 في المملكة المتحدة، وتوفي في 1638.

## مناصب
- انتخب Member of the 1597-98 Parliament ‏ عن دائرة Bletchingley ‏.
- انتخب صاحب أرض  [لغات أخرى]‏.
- انتخب vice-admiral  [لغات أخرى]‏.
- انتخب عضو مجلس النواب في البرلمان البريطاني.